# Katholische Universität von Mosambik

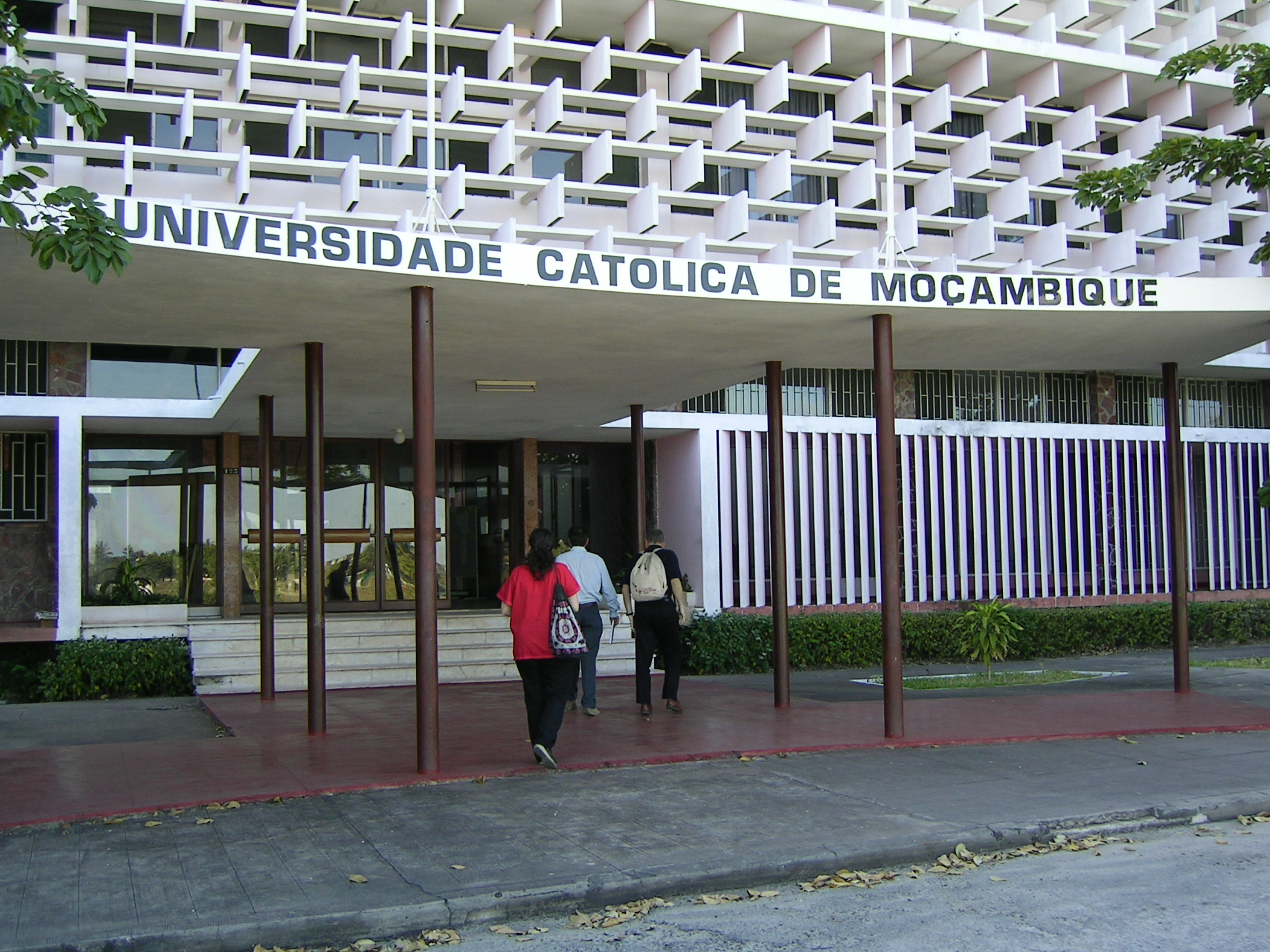

Die Katholische Universität von Mosambik (portugiesisch Universidade Católica de Moçambique – UCM) ist eine staatlich anerkannte Universität in Mosambik.
Die Universität wurde 1995 von der römisch-katholischen Bischofskonferenz Mosambiks gegründet. Zu diesem Zeitpunkt war höhere Bildung in Mosambik nur in der Hauptstadt Maputo verfügbar. Mit der Gründung der UCM war die Absicht verbunden, höhere Bildung auch in Zentral- und Nordmosambik zugänglich zu machen. Die Universität ist offen für Studenten und Personal unabhängig von ihrem Religionsbekenntnis.
Etwa 3000 Studenten besuchen heute die UCM. Der Rektor der Universität ist der katholische Priester Alberto Ferreira. Das Rektorat befindet sich in Beira.

## Geschichte
Die Universität wurde 1995 von Mosambik staatlich anerkannt und im August 1996 mit der Eröffnung der Fakultät für Wirtschaft und Verwaltung in Beira und der Fakultät für Rechtswesen in Nampula eingeweiht. Im August 1998 wurde die Fakultät für Ausbildung und Kommunikation in Nampula eröffnet. Im Januar 1999 folgte die Eröffnung der Fakultät für Landwirtschaft in Cuamba und im August 1999 die Fakultät für Medizin in Beira. Im September 2002 wurde die Fakultät für Tourismus-Management und Informationstechnologie in Pemba eröffnet. 2008 nahmen weitere Standorte, so in Chimoio und Tete ihren Betrieb auf, 2009 in Quelimane.
Von 1996 bis 2006 war Priester Filipe Couto der Rektor der Universität.